# Carol Shields
Pour les articles homonymes, voir Shields et Warner.
Carol Shields, née Carol Ann Warner le 2 juin 1935 à Oak Park (Illinois) et morte le 16 juillet 2003 à Victoria (Colombie-Britannique), est une romancière canadienne d'origine américaine.

## Biographie
Carol Ann Warner est née en 1935 à Oak Park, dans la banlieue de Chicago. Elle effectue notamment des études au Hanover College dans l'Indiana. Elle reprendra ultérieurement des études,  obtenant en 1977 un master à l'université d'Ottawa, avec une thèse consacrée à Susanna Moodie.
En 1957, mariée, elle et son mari s'installent au Canada  et passent leurs étés en France dans une maison dans le Jura. Tout en se consacrant à l'écriture, elle devient enseignante, professeure d'anglais à l'université du Manitoba, exerçant aussi à Ottawa et en Colombie-Britannique. Plusieurs fois primée pour ses créations littéraires, elle obtient notamment le Prix Pulitzer de la fiction en 1995 pour son roman La Mémoire des pierres (The Stone Diaries). Ses romans s'intéressent au quotidien (elle élabore une véritable poétique du quotidien), à l'amour entre les êtres et à leur identité profonde,,. En 2001, elle publie une biographie de Jane Austen et en 2002, son dernier roman, Unless. Elle meurt en 2003 à Victoria à l'âge de 68 ans des suites d'un cancer du sein.
En 1996, elle devient chancellière de l'université de Winnipeg. En 1999, elle se voit décerner l'ordre du Canada, et devient également membre de la Société royale du Canada.

## Œuvres
- Others (1972)
- Intersect (1974)
- Small Ceremonies (Miracles en série : nouvelles) (1976)
- The Box Garden (1977)
- Happenstance (1980)
- A Fairly Conventional Woman (1982)
- Various Miracles (1985)
- Swann: A Mystery (1987)
- A Celibate Season (Une saison de célibat : roman) (1991) en collaboration avec Blanche Howard
- The Republic of Love (La République de l'amour) 1992
- Thirteen Hands (1993) - pièce de théâtre - (Treize mains)
- The Stone Diaries (La Mémoire des pierres) 1993
- Coming to Canada (1995) - poésie
- Larry's Party (Une soirée chez Larry) (1997)
- Unless (Bonté : roman) (2002)
- Jane Austen (2002)

## Palmarès
Elle remporta le prix Pulitzer en 1995 pour son roman The Stone Diaries publié au Canada en 1993 et aux États-Unis en 1994.
- le prix pour le meilleur roman de 1976 (Small Ceremonies) de la Canadian Authors' Association
- le prix Arthur Ellis pour le meilleur roman d'intrigue canadien (Swann: A Mystery)
- des nominations pour le Booker Prize, le Prix du Gouverneur général, le National Book Critics' Circle Award, le prix Giller (Larry's Party et Unless)
- le prix Orange (Larry's Party)
- le Charles Taylor Prize for Literary Non-Fiction (Jane Austen)